# Бухгольц, Франсис
Фрэнсис Бухгольц (нем. Francis Buchholz; 19 февраля 1954 года, Ганновер, Германия) — бывший басист группы Scorpions.

## Биография
С 1973 до 1992 года Фрэнсис был басистом группы Scorpions. Причины ухода не ясны: по одной версии, ушёл он по причинам «личного характера». Сами Scorpions прозрачно намекают, что виной всему финансовые неурядицы. Фрэнсис был (как и многие басисты, например, Джон Дикон из Queen) «экономическими мозгами» группы. Его уходу предшествовало увольнение одного из менеджеров группы, заподозренного в финансовых махинациях, а после ухода к группе пришла налоговая полиция. Ко всему прочему, со счетов группы неизвестно куда исчезли 10 миллионов долларов.
Сейчас Фрэнсис Бухгольц активно занимается своими детьми и даже вступил в школьный городской совет родителей в GS Wasserkampstrasse, который ратует за школьную реформу у себя, в Нижней Саксонии и проводит благотворительные мероприятия. В настоящее время играет в группе Michael Schenker’s Temple Of Rock и является участником группы Phantom 5.

### Личная жизнь
Женат на Фрэнсис, сын — Себастьян (родился в 1989 году) и дочери-близняшки Луиза и Мариэтта (родились в 1992 году).
Любит проводить свободное время вместе со своей семьей.